# Frank Richter
Frank Richter (Kamenz, 5 gennaio 1952) è un ex calciatore tedesco orientale dal 1990 tedesco, di ruolo centrocampista.